# Susanne Grainger
Susanne Grainger (* 30. Dezember 1990 in London, Kanada) ist eine kanadische Ruderin, die im Achter drei Medaillen bei Weltmeisterschaften gewann und Olympiasiegerin wurde.
Susanne Grainger begann an ihrer High School in London (Ontario) mit dem Rudersport. 2011 gewann sie mit dem Achter bei den U23-Weltmeisterschaften, 2012 siegte sie im Vierer ohne Steuerfrau. Seit 2013 rudert sie im Weltcup. Bei den Weltmeisterschaften 2013 siegte der US-Achter vor den Rumäninnen, Susanne Grainger erhielt die Bronzemedaille. 2014 gewann der kanadische Achter in Abwesenheit des US-Bootes beim Weltcupfinale in Luzern. Bei den Weltmeisterschaften in Amsterdam siegte ein weiteres Mal das US-Boot vor den Kanadierinnen. 2015 erruderten die Kanadierinnen bei den Weltmeisterschaften auf dem Lac d’Aiguebelette die Bronzemedaille hinter dem US-Boot und den Neuseeländerinnen. Bei den Olympischen Spielen 2016 belegte der kanadische Achter den fünften Platz.
2017 saßen noch drei Ruderinnen aus dem Olympia-Achter im Boot, das bei den Weltmeisterschaften in Sarasota den zweiten Platz hinter den Rumäninnen belegte. Außer im Achter trat Grainger auch im Vierer ohne Steuerfrau an und belegte in dieser Bootsklasse den neunten Platz. 2018 trat Susanne Grainger nur im Achter an, bei den Weltmeisterschaften in Plowdiw erkämpften die Kanadierinnen Silber hinter dem Achter aus den Vereinigten Staaten. Nach dem vierten Platz bei den Weltmeisterschaften 2019 gewannen die Kanadierinnen bei den Olympischen Spielen in Tokio die Goldmedaille vor den Neuseeländerinnen.

## Erfolge bei Weltmeisterschaften
- 2013: 3. Platz im Achter (Lisa Roman, Jennifer Martins, Carolyn Ganes, Susanne Grainger, Sarah Black, Christine Roper, Natalie Mastracci, Cristy Nurse und Steuerfrau Kristen Kit)
- 2014: 2. Platz im Achter (Cristy Nurse, Lisa Roman, Rosanne Deboef, Natalie Mastracci, Susanne Grainger, Christine Roper, Ashley Brzozowicz, Lauren Wilkinson und Steuerfrau Lesley Thompson)
- 2015: 3. Platz im Achter (Lisa Roman, Cristy Nurse, Jennifer Martins, Ashley Brzozowicz, Christine Roper, Susanne Grainger, Natalie Mastracci, Lauren Wilkinson und Steuerfrau Lesley Thompson)
- 2017: 2. Platz im Achter (Lisa Roman, Kristin Bauder, Nicole Hare, Hillary Janssens, Christine Roper, Susanne Grainger, Jennifer Martins, Rebecca Zimmerman und Steuerfrau Kristen Kit)
- 2018: 2. Platz im Achter (Lisa Roman, Stephanie Grauer, Madison Mailey, Susanne Grainger, Christine Roper, Sydney Payne, Jennifer Martins, Rebecca Zimmerman und Steuerfrau Kristen Kit)